# Walter Mildmay
Sir Walter Mildmay (a. 1523 – 31 maig 1589) fou un estadista anglès que va servir com a Canceller de l'Erari d'Anglaterra sota el regnat d'Elisabet I.

## Primers anys

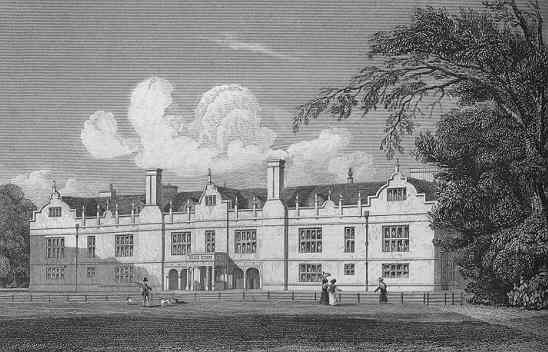
Apethorpe Hall el 1829

Nascut a Moulsham, Essex, Mildmay fou el quart fill i el més jove de Thomas Mildmay, Auditor del Tribunal de Desamortitzacions d'Enric VIII, i de la seva muller, Agnes Read.
Mildmay va ser educat a Christ's College, Cambridge, però aparentment no es graduà. Més tard esdevingué un estudiant de dret a Gray's Inn (1546), i allà obtingué alguna ocupació sota el seu pare al Tribunal de Desamortitzacions.

## Carrera
Quan el Tribunal de Desamortitzacions fou reconstituït, sobre el 1545, Mildmay fou nomenat un del seu dos inspectors generals. Durant el regnat d'Eduard VI, Mildmay va ampliar la seva connexió oficial. El 22 de febrer de 1546-7 fou investit cavaller, i el 14 de setembre preparà, conjuntament amb tres més, un inventari de l'armari del Rei difunt. Setze dies més tard va ser nomenat Comissari per informar dels ingressos de la Corona. El 1548 va actuar en comissions per la venda de terres (març) i pel manteniment de diverses escoles de gramàtica. Després de l'arrest del Duc de Somerset, el 12 de novembre de 1549 el Consell Privat li encomanà examinar el palau reial de Westminster, el qual havia estat en custòdia del Duc, i el 8 de març de 1550-1 va fer-se càrrec de la propietat del Duc a Syon House.
Pels seus serveis va rebre moltes concessions de terra a Gloucestershire i Berkshire, algunes de les quals va intercanviar per manors a Oxfordshire i Northamptonshire; també rebé altres concessions de terra a Cornualla, Essex i Londres. Va fixar la seva residència de camp a Apethorpe Hall, Northamptonshire, que li fou concedida el 1552 i confirmada el 1556. A Londres va viure a la parròquia de Sant Bartomeu el Gran.
Aviat, Mildmay demostrà ser un hàbil financer. El 1550 se li encomanà, juntament amb el Comte de Warwick i sir William Herbert, examinar els comptes de les seques del rei, i el1551 supervisà l'establiment d'una seca nova a York. El desembre de 1551 fou un Comissionat per inspeccionar els Tribunals que controlaven les terres de Corona.
- El 2 de gener de 1552 va ser l'encarregat de cobrar els deutes del Rei
- El 21 de novembre, resoldre amb els comptables de Corona l'efecte d'una caiguda en el valor de diners
- El desembre, auditar els fons que pertanyen als agents del rei
- Tant aquell com l'any següent, supervisà la recepció per la corona de plata, joies, campanes, i altres béns rendits pels monestirs dissolts.[2]

Mildmay va ser escollit membre del Parlament per Lostwithiel el 1545, per Lewes el 1547 i Maldon l'1 de març de 1553, i després per Peterborough el 5 d'octubre de 1553. Tot i que fou un calvinista convençut, l'accés al tron de la reina Maria I no va deprimir de forma apreciable la seva fortuna, i abans de la seva mort va treballar en negocis del Govern. El 9 de gener de 1558 va ser nomenat tresorer de les forces enviades per alleujar Calais i va ser escollit per representar Northamptonshire al parlament que el gener 1557; després que això va representar aquest districte vuit vuit vegades fins a la seva mort.
Sota el regnat de la reina Elisabet, amb qui havia intercanviat regularment regals d'any nou, la seva influència va créixer fermament. En la seva ascensió fou alhora tresorer de la seva família, i va ser nomenat membre d'un petit comitè de formes i mitjans per subministrar fons a l'erari buit. Aviat li fou encomanat la preparció d'un cens de les granges dels ingressos reials (22 desembre 1558), l'examinació de les concessions de terres de la Reina Maria, la direcció de l'emissió d'una nova moneda (29 d'octubre de 1560), i la venda de terres de la Corona (maig de 1563).
El 21 d'abril de 1566 Sir Richard Sackville, el canceller de l'Erari, va morir, i Mildmay va ser nomenat com substitut seu; fou nomenat també auditor del Ducat de Lancaster. Ocupat en els afers de les seves oficines fins a la seva mort, es va implicar poc amb la política general. Tanmateix, com a cunyat de Francis Walsingham i amic de Lord Burghley, sempre va ser escoltat amb atenció al  Consell Privat, la Cambra Estrellada i al Parlament. Va utilitzar tanta influència com va tenir a blindar els Puritans dels atacs dels bisbes, i sovint instà la Reina per intervenir en nom dels protestants als Països Baixos En els seus discursos al Parlament va argumentar que una concessió liberal de subsidis havia col·locat el govern sota una obligació a reparar les infraccions, i per això es va identificar amb el partit popular als comuns.
El 1572 va ajudar a preparar proves contra Thomas Howard, 4t Duc de Norfolk, qui, no obstant això, després la seva condemna li va donar algunes joies. Els afers de Maria d'Escòcia també van ocupar ocasionalment la seva atenció. Quan va arribar a Anglaterra el 1567 ell aconsellà la seva detenció. L'octubre de 1577 ell i Cecil la van visitar a Chatsworth, després que ella anunciés que tenia secrets importants per revelar a Elisabet. El 1586 va anar a Fotheringay Castle i la va informar del seu judici pròxim, en el qual va participar com un dels comissaris especials. El març de1587 va instar la condemna de William Davison a la Cambra Estrellada. Tot i que en quatre ocasions va nomenar un ambaixador a Escòcia, els anys 1565, 1580, 1582, i 1583, en cada ocasió estava detingut a casa, però quan el seu nom va ser suggerit per al càrrec el 1589, Jaume VI va expressar gran disposició a rebre-li. La malaltia de Mildmay, tanmateix, va fer que el suggeriment quedés en res.
Mildmay va morir a Hackney el 31 de maig de 1589, i és enterrat al costat de la seva muller a l'església de Sant Bartomeu el Gran de Londres, on encara existeix un elaborat monument a la seva memòria. Les decoracions són heraldiques, però l'epitafi llatí merament enregistra noms i dates. La tomba va ser restaurada el 1865 per Henry Bingham Mildmay, Esq. Els epitafis de Mildmay i Sir John Calthrop foren llicenciades per la Stationers'Company el 29 de juliol de 1589. Se'n desconeix l'existència.